# The Wanderers (Roman)
The Wanderers (deutsch: Scharfe Zeiten) ist ein Roman des amerikanischen Autors Richard Price, der 1974 veröffentlicht wurde. Die Handlung spielt in den Jahren 1962 bis 1963 in der Bronx, New York City.

## Entstehung und Veröffentlichung
Richard Price war 24 Jahre alt als sein erster Roman, The Wanderers, als Buch veröffentlicht wurde. Er wuchs in einer Sozialbausiedlung in der Bronx, New York City, auf, wo auch die Handlung seines Romans angesiedelt ist.
Das Buch besteht aus 12 Kapiteln, die eher lose miteinander verbunden sind, hauptsächlich durch das Wiedererscheinen der Hauptfiguren. Insofern ähnelt es eher einer Sammlung von Kurzgeschichten – jedes Kapitel ist in sich abgeschlossen und kann ohne Kenntnis der jeweils anderen Kapitel verstanden werden. Der rote Faden ist das Erwachsenwerden, zu dem die Hauptfiguren zum Ende des Buches hin gezwungen werden – jeder auf seine eigene Weise.
Teile des Buches wurden bereits 1972 in Antaeus, New York City, unter dem Titel "Big Playground" veröffentlicht.
Das Buch umfasst eine Zeitspanne von mehreren Monaten. Explizit genannte Daten sind in Kapitel 1 der 12. September 1962, in Kapitel 5 Thanksgiving 1962, 27. November 1962 und in Kapitel 11 der 1. Juni 1962. Es ist davon auszugehen, dass der 1. Juni 1963 gemeint ist. Die Kapitel sind chronologisch geordnet. Es handelt sich also entweder um eine Unachtsamkeit des Autors oder um einen Druckfehler.
The Wanderers wurde zuerst bei Houghton Mifflin, Boston, Massachusetts, USA, 1974 veröffentlicht. Nachdrucke und Veröffentlichungen bei anderen Verlagen folgten. Erstauflagen bei anderen Verlagen sind zum Beispiel:
- Avon Books, New York, USA, 1975. Broschiert. ISBN 0-380-00242-6.
- Chatto & Windus, London, UK, 1975. Gebunden. ISBN 0-7011-2096-7.
- Rowohlt, Reinbek, D, 1976. Erste deutsche Veröffentlichung als “Scharfe Zeiten”. ISBN 3-498-052292 (gebundene Ausgabe), ISBN 3-499-14540-5 (Taschenbuch).
- Bloomsbury Publishing Limited, London, UK, 1993. Erste Taschenbuchauflage. ISBN 0-7475-1503-4.

## Handlung
Richie Gennaro ist der 17-jährige Anführer der Wanderers, einer Italo-Amerikanischen Gang in der Bronx des Jahres 1962. Er geht mit Denise Rizzo. Richies beste Freunde bei den Wanderers sind Joey Capra, Buddy Borsalino, Eugene Caputo und Perry LaGuardia.
Zu Beginn des Buches sind die Ereignisse und Charaktere sehr weitläufig angelegt, um den Zeitgeist zu beschreiben. Neben den Protagonisten tauchen zahlreiche andere Charaktere auf, viele davon nur einmalig. Es stehen am Anfang die "Geschäfte" der Wanderers im Vordergrund, das, womit sie ihre Zeit verbringen: Rivalitäten mit anderen Gangs der Nachbarschaft mit anderem kulturellen oder ethnischem Hintergrund ausfechten. Diese Rivalitäten sind stark geprägt von Vorurteilen und Machotum. Aber es geht auch um sportliches Kräftemessen mit anderen beim Football oder Bowling. Und vor allem geht es den Protagonisten darum cool zu sein und endlich zum ersten Mal Sex zu haben. Doch der Weg dorthin ist beschwerlich.
Gegen Ende des Buches konzentrieren sich die Ereignisse immer mehr auf die Protagonisten und deren Probleme und Herausforderungen beim Erwachsenwerden – bei jedem auf seine Weise. Eugene meldet sich letztlich freiwillig zu den Marines, nachdem er tatenlos mit angesehen hat, wie seine Freundin, Nina, vergewaltigt wurde und er sich selbst nicht mehr erträgt. Nachdem Perrys Vater bereits vor Jahren gestorben war, stirbt nun auch seine Mutter und er ist plötzlich auf sich allein gestellt. Da er es nicht länger bei seiner Tante in Trenton, New Jersey, aushält, beschließt er, in Boston als Seemann anzuheuern und in die Welt hinaus zu segeln. Joey flieht schließlich vor seinem gewalttätigen Vater als die Situation eskaliert und schließt sich Perry an. Und Buddy schwängert seine Freundin, Despie, beim ersten Date und steht nun vor der Herausforderung, mit 17 Jahren als Ehemann und Vater bestehen zu müssen.
Der Ernst des Lebens beginnt, die Gang zerfällt und Richie bleibt allein zurück.

## Charaktere

### Hauptfiguren
- Richie Gennaro ist der 17-jährige Anführer der Wanderers. Seine 41-jährigen Eltern, Louis und Millie, führen einen eher konservativen Haushalt. Die reichlichen Mahlzeiten mit Steak und anderem lassen auf ein gutes Einkommen schließen. Louis wirft seinem Sohn vor, das, was er für ihn tut, nicht wirklich zu schätzen. Abgesehen davon ist Richies Elternhaus stabil und 'normal'. Richie hat einen Bruder, Randy, 12 Jahre alt, und eine Freundin, Denise. Er kann das 'erste Mal' kaum erwarten.
- Denise Rizzo, genannt C, 15 Jahre alt, ist Richies Freundin. Ihre Eltern streiten häufig in Gegenwart der Kinder. Beide beschuldigen einander des fehlenden Respekts für die Leistungen des jeweils anderen. Ihr Elternhaus ist alles andere als harmonisch und wertschätzend. C steht für comb (englisch für Kamm), weil Denise immer einen Kamm zur Hand hat. Sie hat einen kleinen Bruder, Dougie, und ist noch nicht bereit für das 'erste Mal', was immer wieder zum Konflikt mit Richie führt.
- Joey Capra ist klein, raucht und ist ein Nervenbündel, immer auf der Hut vor seinem brutalen Vater, der keine Gelegenheit auslässt, ihn zu demütigen. Joeys Elternhaus ist die Hölle.
- Mario Borsalino, genannt Buddy
- Despie Carabella
- Eugene Caputo ist der bestaussehende Typ der Nachbarschaft, der Buch führt über seine Eroberungen. Allerdings plagt ihn eine eingebildete Impotenz, die ihn dazu zwingt, seine Eroberungen 'rechtzeitig' zu beleidigen und dadurch zu vertreiben, bevor sie seinen Makel entdecken. Eugene wohnt mit seinen Eltern in einem Einfamilienhaus mit Partykeller. Sein Vater nennt ihn Ace und ist ebenfalls ein Schürzenjäger.
- Perry LaGuardia

### Nebenfiguren
- Turkey ist hässlich und einsam, aber hoch intelligent. Er hat ausgeflippte Eltern und eine billige Schwester. Obwohl er Jude ist, sammelt er Nazi-Utensilien. Er kann zeichnen, singen und spricht deutsch. Turkey verbringt manchmal seine Zeit mit den Wanderers.
- Dougie Rizzo
- Scotty Hite
- Randy Gennaro
- Antone ist der Anführer der Pharaohs.
- Lenny Arkadian
- Joey DiMassi ist der Anführer der Fordham Baldies, geschätzt für seine Fairness und Anständigkeit.
- Terror
- Clinton Stitch ist der Anführer der Pips.
- Emilio Capra ist Joeys Vater, ein Egomane, Bodybuilder und ehemaliger Mister New York. Er tyrannisiert und demütigt seine Familie bei jeder Gelegenheit und schreckt auch vor körperlicher Gewalt nicht zurück. Er ist Feuerwehrmann.
- Chubby Galasso
- Mr. Sharp

## Kritiken
The Wanderers erhielt weitgehend positive Kritiken. Conor Tannam schrieb über das Buch folgendes: 
„[...] The language is direct and steers clear of grandiose statements. Price writes about these adolescents like he knows where they’ve been, like he’s just stepped out of the places and potholes of their childhood. And although his primary focus is on ‘The Wanderers’, the eponymous youth gang, his peripheral vision is so sharp it allows him to cast a critical eye over the greater American urban landscape.
There is immediate violence. We are drawn into the fierce territorial disputes that govern gang life, even as the tone borders on a parody of that infamous musical West Side Story. Again and again, Price is quick to remind us that the stuff this novel is made of is violence, not irritating sing-alongs. A local football match soon descends into anarchy when the protagonists rise to the challenge of the Ducky Boys, an Irish gang whose members wouldn’t reach five feet if they stood on their razors. But long before these boys have reached manhood, physical confrontation is the means by which masculinity is measured. Price is as unafraid as his cast when it comes to making this point: to be a man is to fight for the glory of the tribalistic gangs. Hence, even though the novel avoids the current trend towards the visceral, it leaves no room for ambiguity about life in the projects.
Yet Price anchors his novel in a ground so common we’ve all been to it. As the Wanderers’ awkward sexual encounters capture the insecurity and self-consciousness of adolescence, Price’s writing is reminiscent of Ed McBain, not least his blend of humorous levity and human drama. Price weaves the burgeoning sexuality of youth into the city’s amorphous community of apartment blocks, and so the panicked bravado of these fumbling encounters not only throws the brutal violence of their childish inexperience into sharp relief. It also shows how precariously we all straddle that gap between Innocence and Fall.
The Wanderers is yet another example of crime writing that refuses to exhaust its potential and our patience with stereotypes. The main protagonists may be unashamedly violent, but they are also full of shame and fear. Written in 1974, the novel paints an image of a city that is not quite sure how to negotiate the various ethnic groups along the self-destructive path that often leads through contemporary America. [...]“

## Verfilmungen
The Wanderers wurde 1979 von Philip Kaufman verfilmt. Bereits in der ersten AVON-Auflage des Buches vom Februar 1975 wird auf den bald erscheinenden Film verwiesen ("SOON A MAJOR MOTION PICTURE"). Der Schriftzug des Buchtitels mag als Inspiration für das Wanderers-Logo im Film gedient haben.